# Hohe Ley (Finnentrop)
Koordinaten: 51° 8′ 56″ N, 7° 58′ 3″ O
Hohe Ley ist ein Höhenzug in der Gemeinde Finnentrop im Kreis Olpe in Nordrhein-Westfalen. Er liegt östlich der Bigge beim Finnentroper Ortsteil Heggen und südlich des Kernortes Finnentrop. Ein 49,75 ha großes Gebiet ist seit 1981 als Naturschutzgebiet (NSG) ausgewiesen, das eine von zehn Teilflächen des Fauna-Flora-Habitat-Gebietes Kalkbuchenwälder, Kalkhalbtrockenrasen und -felsen südlich Finnentrop (DE-4813-301) darstellt.

## Beschreibung
Beim NSG handelt es sich um einen Wald und einen ehemaligen Steinbruch. Der Steinbruch der Heggener Kalkwerke wurde in den 1930er Jahren stillgelegt. Die Felswand ist 96 m hoch, der höchste Punkt liegt bei 364 m ü. NHN. In der Felswand befinden sich mehrere Höhlen. Der Wald besteht aus Waldmeister- und Hainsimsen-Rotbuchen und Eichen-Hainbuchenwäldern, ferner kommen Schluchtwald- und Hangmischwälder im NSG vor. Als weitere Lebensräume werden Kalkschutthalden, Kalkmagerrasen und thermophiler Kalkfelsgrus-Pflanzengesellschaften dokumentiert.

## Fauna

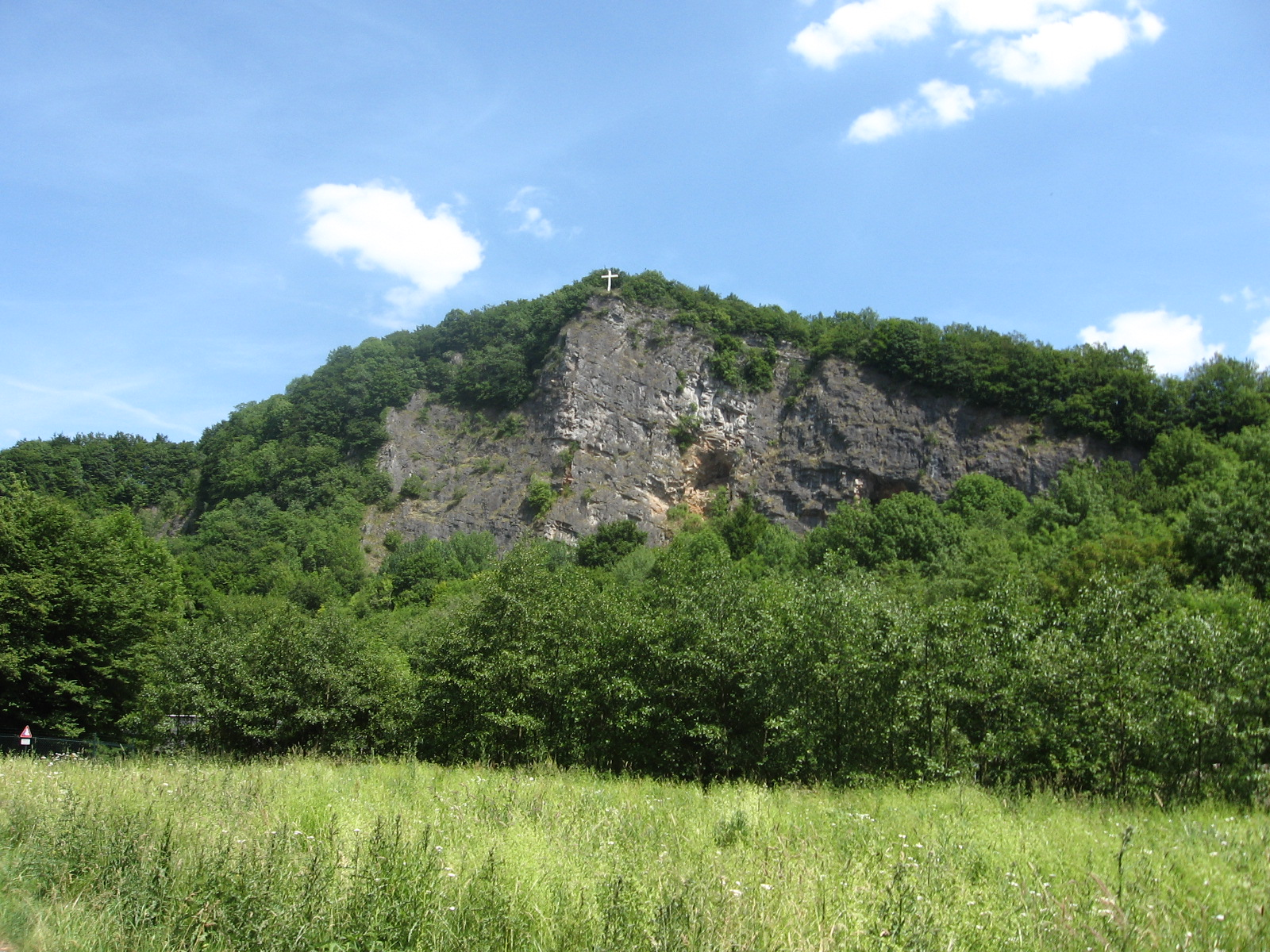
Naturschutzgebiet Hohe Ley

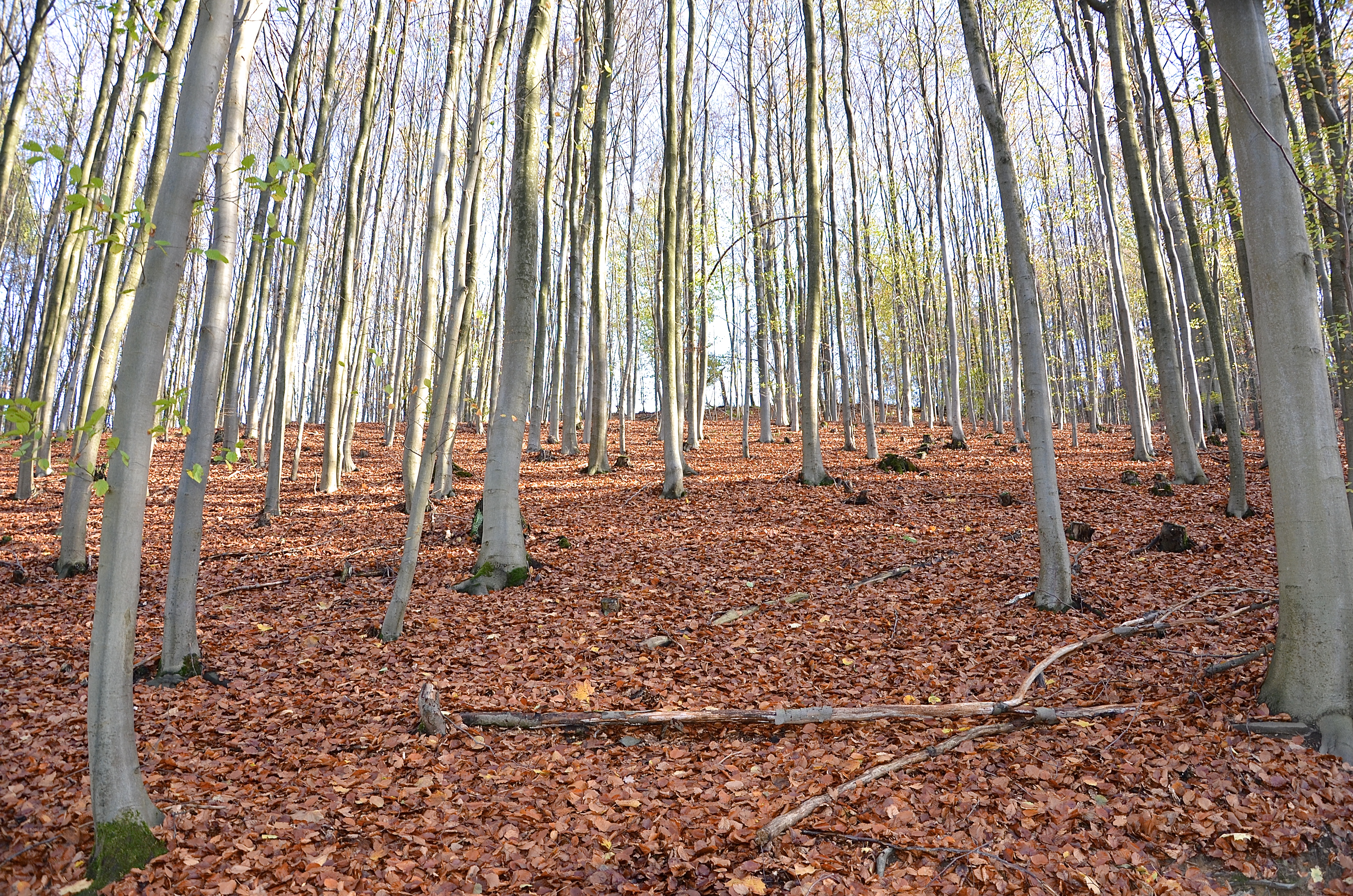
Jungwaldbereich im NSG

Im Jahr 1938 wurde am Felsen erstmals ein Brutnachweis vom Wanderfalke erbracht. Bis 1958 war der Felsen dann von Wanderfalken besetzt. Das Fachinformationssystem des Landesamtes für Natur, Umwelt und Verbraucherschutz Nordrhein-Westfalen gibt aktuell Turmfalke und Uhu als Brutvögel an.

## Schutzgrund
Das NSG wurde ausgewiesen da sich in ihm überregional bedeutsame Lebensräume und Lebensstätten seltener und gefährdeter sowie landschaftsraumtypischer Tier- und Pflanzenarten innerhalb eines großflächigen Waldkomplexes befinden. Insbesondere da dort der Uhu, in Artikel 4 der Vogelschutzrichtlinie der EU aufgeführt, brütet. Die Schutzausweisung erfolgte ferner aus wissenschaftlichen, naturgeschichtlichen, landeskundlichen und erdgeschichtlichen Gründen. Wie bei allen NSGs in NRW erfolgte die Ausweisung auch wegen der Seltenheit, besonderen Eigenart und hervorragenden Schönheit dieses Gebietes.